# Le bonheur
Le bonheur (Brasil: As Duas Faces da Felicidade ) é um filme de drama francês de 1965 dirigido por Agnès Varda. O filme está associado ao movimento de cinema Nouvelle Vague, e ganhou dois prêmios no 15º Festival Internacional de Cinema de Berlim, incluindo o Grande Prêmio do Júri.

## Enredo
François, um belo e jovem marceneiro que trabalha para seu tio, leva uma vida confortável e feliz casado com sua linda esposa Thérèse, uma costureira, com quem tem dois lindos filhos, Pierrot e Gisou. A família adora passeios na floresta fora da cidade. Embora esteja casado com a bela Thérese e ame indiscutivelmente sua esposa e filhos, François se apaixona por Émilie, uma mulher solteira que trabalha nos correios, que tem um apartamento próprio e se parece muito com Thérèse.

## Elenco
- Jean-Claude Drouot como François
- Claire Drouot como Thérèse
- Olivier Drouot como Pierrot
- Sandrine Drouot como Gisou
- Marie-France Boyer como Émilie Savignard
- Marcelle Faure-Bertin
- Manon Lanclos
- Sylvia Saurel
- Marc Eyraud
- Christian Riehl
- Paul Vecchiali como Paul

A esposa e os filhos de François são interpretados pela família da vida real de Jean-Claude Drouot. É neste filme que ocorrem suas únicas aparições no cinema.

## Recepção
Em uma homenagem a Agnes Varda em 2019, Sheila Heti, AS Hamrah e Jenny Chamarette incluiu Le nonheur entre seus filmes favoritos de Varda. Charmarette afirmou que o filme era o seu favorito e descreveu-o como "um filme de terror embrulhado em girassóis, uma crítica feminista dedilhada ao som de uma balada de amor. É um dos filmes mais terríveis que já vi." Hamrah chamou Le bonheur de "o filme mais chocante de Varda", acrescentando que o filme "é profundamente subversivo e funciona como um filme de terror. Heti afirmou: "Não tenho um favorito, mas aquele em que penso com mais frequência é provavelmente Le bonheur porque teve um final tão devastador. É talvez o mais simples em termos de narrativa, embora seja verdadeiramente radical – emocionalmente radical, e quando chega ao fim... É impossível parar de pensar nesse final e no que ele diz sobre o amor, a vida, o caos e o destino".